# 札幌フィルムコミッション
札幌フィルムコミッション（英: Sapporo Film Commission/SFC）は、札幌市白石区にあるフィルム・コミッションの通称。正式名称は、「さっぽろ産業振興財団映像産業振興課映像産業振興係」である。

## 概要
2011年（平成23年）12月に札幌市が日本国内初となるコンテンツ分野での地域活性化総合特区（札幌コンテンツ特区）に指定されたことを受け、翌年にさっぽろ産業振興財団内に事業の推進組織となる「札幌映像機構」を設置し、2016年（平成28年）3月までの特区期間に各種取組みを進めてきた。同年4月からは、「映像の力により世界が憧れるまちさっぽろを実現するための条例」（通称「映像のまち条例」）に基づき、映像産業の振興や撮影支援の充実化を図っている。「ジャパン・フィルムコミッション」の北海道ブロック長になっている。

## 取り組み
フィルムコミッション
- ロケ関連情報の提供
- 撮影許可等の情報提供
- ロケハンへの同行
- 撮影の立ち会い

映像産業振興
- 助成金事業
- 国際共同制作の支援
- 人材育成事業

## 沿革
2003年（平成15年）から財団法人（現在は公益財団法人）「札幌国際プラザ」が「さっぽろフィルムコミッション」を設立し、2008年（平成20年）には「札幌市デジタル創造プラザ」に移転して活動してきたが、2010年（平成22年）に分離独立し、社団法人「札幌・北海道コンテンツ戦略機構」を設立した。
- 2011年（平成23年）：札幌市が「総合特別区域法」による「札幌コンテンツ特区」指定[5]。
- 2012年（平成24年）：さっぽろ産業振興財団内に「札幌映像機構」（旧コンテンツ特区推進課）設置。
- 2016年（平成28年）：コンテンツ特区解除し[6]、部署名を「コンテンツ振興課映像産業振興係」と改称。
- 2017年（平成29年）：部署名を「映像産業振興課映像産業振興係」と改称し、通称を「札幌フィルムコミッション」とする。

## 主な支援作品
「フィルムコミッション事業」参照
映画
- 『鏡の中の笑顔たち』
- 『One Day』
- 『探偵はBARにいる3』
- 『風の色』
- 『プリンシパル』
- 『こんな夜更けにバナナかよ 愛しき実話』
- 『 風が通り抜ける道』沖縄県後援、イオンエンターテイメント

ドラマ
- 『フズリナの記憶』
- 『次の駅で待ってる』
- 『モーツァルト・イン・ザ・ジャングル』

テレビ番組
- 『名医话养生』
- 『フラワーランド北海道』

## アクセス
札幌コミュニケーションパークSORAの「札幌市産業振興センター」内にある。
- 札幌市営地下鉄東西線東札幌駅から徒歩約10分